# Aya Hisakawa
Aya Hisakawa (久川 綾 Hisakawa Aya?, nació el 12 de noviembre de 1968) es una popular seiyū y cantante de J-Pop, nació en Kaizuka, Prefectura de Osaka. Ha trabajado en algunos CD como solista, y como seiyū en varios animes.

## Roles interpretados
El orden de esta lista es personaje, serie
- Akiko Hatori, Mahō Tsukai no Yome: Hoshi Matsu Hito (OVA)
- Akino, G Gundam
- Amara Sū, Love Hina
- Ami Mizuno/Sailor Mercury, Sailor Moon
- Anne Anzai, Excel Saga
- Arimi Suzuki, Marmalade Boy (TV)
- Arisa, All Purpose Cultural Cat Girl Nuku Nuku
- Aya Stanford, Future GPX Cyber Formula Sin (OVA)
- Ayako Mano, Devil Hunter Yōko
- Ayako Miyako, Gunparade Orchestra (TV)
- Becky Farrah, Gunsmith Cats
- Bulma, Dragon Ball Super (eps. 126-131) (en reemplazo de Hiromi Tsuru)
- Charlotte Chiffon y Lola, One Piece
- Chloe, Noir
- Chris, Villgust
- Fumio Usui, Karin (TV)
- Haruka Shito, RahXephon
- Haruko Kamio, AIR
- Hikaru Ibuki  , Zenki Ova
- Hinoto, X (TV)
- Hitomi Sata, Ōkami Shōjo to Kuro Ōji[1]
- Ichino Yanagida, Battle Athletes Victory
- Iría, Iría: Zeiram the Animation
- Jody "Blue-eyes" Hayward, El Cazador de la Bruja (TV)
- Kanako Shijo, Koryu no Mimi (OVA)
- Kero Kerberos, Card Captor Sakura
- Kiss, Beet the Vandel Buster
- Kon Rei, Beyblade 2002 (TV)
- Lem Sayblam, Trigun
- Leona, Dragon Quest: Dai no Daiboken
- Limelda, Madlax
- Lindy Harlaown, Mahou shoujo lyrical nanoha
- Madre de Hanabi (eps 1, 3, 6), Kuzu no Honkai (TV)
- Maya Natsume, Tenjho Tenge
- Midoriko Nakagami, Kyofu Shinbun
- Miki Kaoru, Revolutionary Girl Utena
- Minamo Kurosawa ("Nyamo"), Azumanga Daioh
- Mira Ackerman Godannar
- Misako Mishima Yume Tsukai
- Miyuki Haneda, 801 T.T.S. Airbats
- Mune-Mune, Abenobashi Magical Shopping District
- Nanase Aasu, Puni Puni Poemi
- Nanami Kirishima, Ano Natsu de Matteru
- Nakamoto Shizuka, Sailor Victory
- Portia, Romeo × Juliet
- Priscilla, Claymore
- Ray, Eureka Seven
- Rei, Beyblade
- Retsu Unohana, Bleach
- Rieko Ōe, Chihayafuru
- Ririko Kagome, Rosario + Vampire
- Ririko Kagome, Rosario + Vampire CAPU2
- Ryoko Balta, Tenchi Muyo! GXP
- Serena, Gin-iro no Olynssis
- Shiori Akutsu (ep 6), Kabukibu!
- Sonia de Avispón, Saint Seiya Ω
- Skuld, Oh! My Goddess
- Storm,  X-Men
- Taisha, Kujira no Kora wa Sajō ni Utau
- Takius, Ragnarok The Animation
- Tarta, Magic Knight Rayearth
- Tatiana Diward, Slayers Excellent (OVA)
- Tomoko Kasamatsu, Boku no Bokugo
- Tomoko Hoshina, To Heart
- Urt, Outlaw Star
- Voogie, Voogie's Angel
- Yoko Nakajima, Twelve Kingdoms
- Yōko Mano, Devil Hunter Yōko
- Yoriko Yasaka, Haiyore! Nyaruko-san
- Yuki Sōma, Fruits Basket
- Yuko, Here is Greenwood
- Yuri Tsukikage/Cure Moonlight, HeartCatch PreCure!